# San Giorgio su Legnano
San Giorgio su Legnano est une commune italienne de la ville métropolitaine de Milan, dans la région Lombardie.
Le 31 décembre 2021, il y avait 6697 habitants recensés.

## Administration
| Période                                  | Période | Identité | Étiquette | Qualité |
| ---------------------------------------- | ------- | -------- | --------- | ------- |
|                                          |         |          |           |         |
| Les données manquantes sont à compléter. |         |          |           |         |

### Communes limitrophes
Legnano, Villa Cortese, Canegrate, Busto Garolfo.